# Tere-Chol'
Il Tere-Chol' (in russo Тере-Холь?) è un lago della Russia, situato nel  Tere-Chol'skij kožuun della Repubblica di Tuva.
Il lago si trova nella conca tettonica di Tere-Chol' ad un'altitudine di 1 300 metri. Il bacino ha una superficie di 295 km²; sul lago, che è poco profondo, ci sono una dozzina di isole. Immissari sono alcuni piccoli corsi d'acqua, emissario è il Saldam (affluente sinistro del Balyktyg-Chema). Su di un'isola rimangono i resti della fortezza uigura Por-Bažyn dell'VIII sec.
Il centro del distretto (kožuun) Tere-Chol'skij, il villaggio di Kungurtug, si trova 6 km a sud-est del lago.